# Fundulopanchax oeseri
Fundulopanchax oeseri är en fiskart som först beskrevs av Schmidt 1928.  Fundulopanchax oeseri ingår i släktet Fundulopanchax och familjen Nothobranchiidae. IUCN kategoriserar arten globalt som starkt hotad. Inga underarter finns listade i Catalogue of Life.